# Anaulacomera uncinata
Anaulacomera uncinata är en insektsart som beskrevs av Morgan Hebard 1927. Anaulacomera uncinata ingår i släktet Anaulacomera och familjen vårtbitare. Inga underarter finns listade i Catalogue of Life.